# Boden (stad)
Boden (Samisch: Suttes; Meänkieli: Puuti) is een stad (tätort) in Zweden. Het is het bestuurscentrum van de gemeente Boden. Boden is een van de “grote” steden in de provincie Norrbottens län, naast Luleå en Kiruna. In 1919 werd de plaats erkend als stad.

## Geschiedenis
Toen de eerste Zweedse belastingen moesten worden geïnd, was Boden al bekend. In 1539 was het nog een kerkdorp, bekend onder de naam Bondebyn. Er waren toen zeven boeren werkzaam in de omgeving. Net als andere plaatsen in de streek werd Boden aangedaan door de Saami. De status van de kerk werd belangrijker, toen in 1827 een nieuwe kerk werd gebouwd.
Midden 19e eeuw werd Boden van economisch belang. Er waren plannen voor een Engels Kanaal en een spoorlijn om ijzererts uit de gebieden rond Gällivare en Malmberget naar de Botnische Golf te transporteren. Men begon bij Trångfors aan de overzijde van de Lule, maar het geld was snel op en het plan verdween in de la. Rond 1880 begon men opnieuw, maar nu met een spoortraject tussen dan ook het ertsgebied rond Kiruna en Luleå. Die laatste plaats was toen alleen te bereiken vanuit Boden. Later volgde de aanleg van de Haparandalijn voor goederen naar Finland.
Boden, als vestingstad, is historisch gezien belangrijk geweest voor de defensie van Zweden. In 1900 besloot de Zweedse rijksdag dat met de Finnen en dus ook de Russen in de buurt, de ijzerertsbelangen en de goede geografische ligging, Boden een ideale vestingsplaats was. In 1901 werd met de bouw van Vesting Boden begonnen. In een straal van 25 kilometer werden rondom de stad vijf grote forten gebouwd en diverse andere militaire gebouwen. De grote forten werden rond 1908 allemaal opgeleverd.
Het dorp groeide snel van 2500 inwoners in 1900 tot 6000 in 1918. Een jaar later kreeg Boden dan stadsrechten. Pas na de glasnost en de ontspanning na de Koude Oorlog nam het belang van de vesting af, zeker nadat Zweden en Finland beide lid werden van de Europese Unie. Dit heeft onder meer tot gevolg gehad, dat het inwoneraantal van Boden afnam. Het leger en de plaatselijke overheid zijn nog steeds de grootste werkgevers van de stad.

## Verkeer
Boden is een verkeersknooppunt. Diverse regionale wegen doorkruisen de stad:
- de Länsväg 356 tussen Älvsbyn en Morjärv;
- de Länsväg 383 tussen Boden en Sundom;
- de Riksväg 97 tussen Jokkmokk in het binnenland en Luleå aan de kust.

Ook het spoor is van belang. Naast de eerder genoemde goederenlijnen Ertsspoorlijn tussen Kiruna en Luleå en de Haparandalijn tussen Boden en Haparanda doet ook het personenvervoer per trein het stadje aan. Het heeft een station aan de lijn Stockholm – Kiruna en Luleå-Narvik. Ook ligt ze aan de spoorlijn Boden - Bräcke.
Boden heeft ook een vliegveld, maar dat dient alleen voor militaire toestellen: Bodens Flygplats. Voor personenvervoer moet men uitwijken naar Luleå Airport, maar vanwege de concurrentie tussen de steden noemt men het daar liever Kallax Airport.

## Water

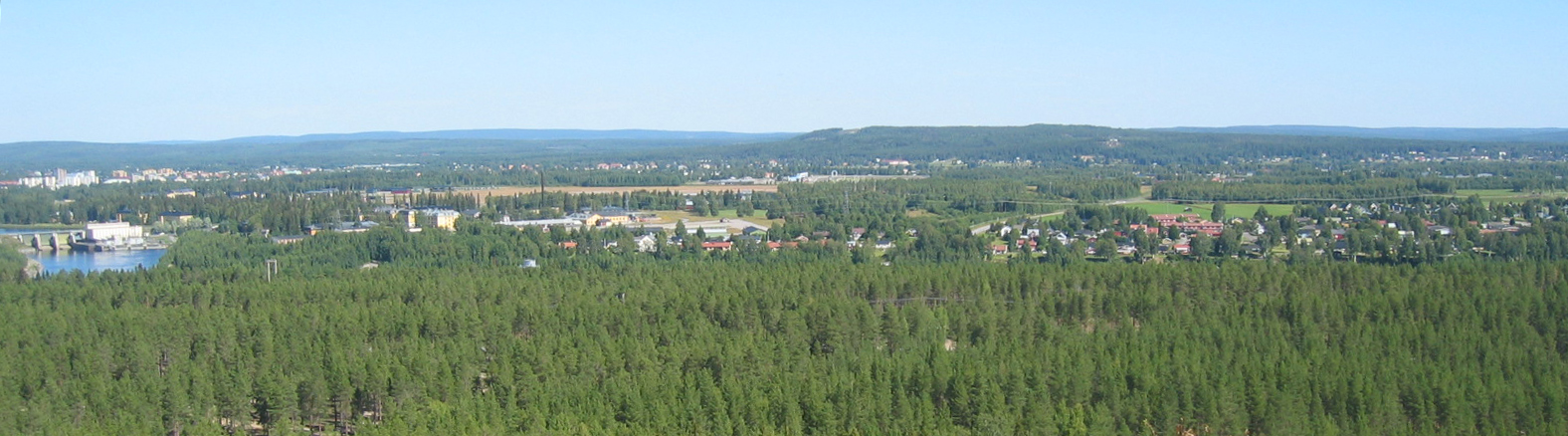
Uitzicht op Boden

Boden ligt geheel ingeklemd tussen waterwegen en bergen. In het zuiden stroomt de Lulerivier, een van de grootste rivieren van het land. Vanuit het noorden stroomt de Bodån de stad in om in de Lulerivier uit te monden. Ten noorden van de stad ligt het Bodträsket, ten westen het Svartbyträsket. Tussen beide meren stroomt de Lillavan ook door de plaats.

## Sport
Bodens BK speelde enkele seizoenen in de Superettan, het tweede Zweedse voetbalniveau. De Boden Arena is een van de grootste stadions van Noord-Zweden. Intussen speelt het in de hogere amateurklassen.
De dameshandbalvereniging Boden Handboll IF speelt sinds 2016 in de SHE, op het hoogste niveau. 

## Bekende Bodenaren
- Eyvind Johnson (1900-1976), schrijver en Nobelprijswinnaar (1974)
- Gudmar Olovson (1936-2017), beeldhouwer, medailleur en lithograaf
- Kjell Sundvall (1953), filmregisseur
- Peter Englund (1957), schrijver en historicus
- Johanna Larsson (1988), tennisster

Bestuurscentrum: Boden (tätort)
Tätort: Bodträskfors · Gunnarsbyn · Harads · Sävast · Unbyn · Vittjärv
Småort: Åbergstorp · Brännberg · Bredåker · Buddbyn · Degerbäcken · Lakaträsk · Österåker · Överstbyn · Skogså · Sörbyn · Svartbjörnsbyn · Svartlå
Overig: Abramsån · Åkerholmen · Aldernäs · Alträsk · Åskogen · Brobyn · Flarken · Forsnäs · Forsträskhed · Gemträsk · Gransjö · Heden · Hundsjö · Inbyn · Lassbyn · Lombäcken · Mjedsjön · Mockträsk · Nedre Flåsjön · Norra Svartbyn · Norriån · Notträsk · Övre Flåsjön · Råbäcken · Rågraven · Rasmyran · Rödingsträsk · Rörån · Sandträsk · Skogså · Storsand · Svartbäcken · Södra Harads · Valvträsk · Vändträsk · Vibbyn
Wijk Boden: Södra Svartbyn en Trångfors